# John Tucker
Pour les articles homonymes, voir Tucker.
John Tucker (né le 29 septembre 1964 à Windsor dans la province d'Ontario au Canada) est un joueur professionnel canadien de hockey sur glace. Il évolue au poste de centre.

## Biographie
Joueur de centre en provenance des Rangers de Kitchener dans la LHO, il est choisi par les Sabres de Buffalo au deuxième tour, 31e rang, lors du repêchage d'entrée dans la LNH 1983. Après avoir commencé la saison 1983-1984 dans la LHO, il est rappelé par les Sabres durant la saison et fait ses débuts dans la LNH en novembre 1983. Il marque 12 buts en 21 parties avec les Sabres durant cette saison. Dans la LHO, il s'est démarqué en marquant 40 buts et 100 points en seulement 39 matchs avec les Rangers et se voit remettre le trophée Red-Tilson du meilleur joueur de la ligue.
Il joue sa première saison comme joueur à plein temps avec les Sabres en 1984-1985, puis la saison suivante, il réalise sa meilleure saison offensive en carrière avec 65 points, dont 31 buts. Malgré ses talents de scoreur, il était bien souvent blessé, et il a été limité à 54, 45 et 60 matchs à chacune des trois saisons suivantes. Le 5 janvier 1990, il est échangé aux Capitals de Washington. Après 38 parties avec Washington, il est retourné aux Sabres contre un montant d'argent.
Son retour avec les Sabres est de courte durée, puisqu'après 18 parties, il est transféré aux Islanders de New York durant la saison 1990-1991. Ayant connu une saison difficile avec 11 points en 38 parties durant cette saison, il part jouer en Italie avec l'AS Asiago pour la saison 1991-1992.
Durant l'été 1992, il retourne dans la LNH en signant avec le Lightning de Tampa Bay, une toute nouvelle équipe dans la ligue, et réussit son retour dans la ligue avec 56 points en 78 parties. Après quatre saisons avec le Lightning, il s'engage avec le HC Milan en 1996 avant de jouer ses trois dernières saisons au Japon, avec le Kokudo Ice Hockey Club,.

## Statistiques

### En club
| Saison     | Équipe                 | Ligue      |     | Saison régulière | Saison régulière | Saison régulière | Saison régulière | Saison régulière |    | Séries éliminatoires | Séries éliminatoires | Séries éliminatoires | Séries éliminatoires | Séries éliminatoires |
| Saison     | Équipe                 | Ligue      | PJ  | B                | A                | Pts              | Pun              | PJ               | B  | A                    | Pts                  | Pun                  |                      |                      |
| 1981-1982  | Rangers de Kitchener   | LHO        | 67  | 16               | 32               | 48               | 32               | 15               | 2  | 3                    | 5                    | 2                    |                      |                      |
| 1982-1983  | Rangers de Kitchener   | LHO        | 70  | 60               | 80               | 140              | 33               | 11               | 5  | 9                    | 14                   | 10                   |                      |                      |
| 1983-1984  | Rangers de Kitchener   | LHO        | 39  | 40               | 60               | 100              | 25               | 12               | 12 | 18                   | 30                   | 8                    |                      |                      |
| 1983-1984  | Sabres de Buffalo      | LNH        | 21  | 12               | 4                | 16               | 4                | 3                | 1  | 0                    | 1                    | 0                    |                      |                      |
| 1984-1985  | Sabres de Buffalo      | LNH        | 64  | 22               | 27               | 49               | 21               | 5                | 1  | 5                    | 6                    | 0                    |                      |                      |
| 1985-1986  | Sabres de Buffalo      | LNH        | 75  | 31               | 34               | 65               | 39               | -                | -  | -                    | -                    | -                    |                      |                      |
| 1986-1987  | Sabres de Buffalo      | LNH        | 54  | 17               | 34               | 51               | 21               | -                | -  | -                    | -                    | -                    |                      |                      |
| 1987-1988  | Sabres de Buffalo      | LNH        | 45  | 19               | 19               | 38               | 20               | 6                | 7  | 3                    | 10                   | 18                   |                      |                      |
| 1988-1989  | Sabres de Buffalo      | LNH        | 60  | 13               | 31               | 44               | 31               | 3                | 0  | 3                    | 3                    | 0                    |                      |                      |
| 1989-1990  | Sabres de Buffalo      | LNH        | 8   | 1                | 2                | 3                | 2                | -                | -  | -                    | -                    | -                    |                      |                      |
| 1989-1990  | Capitals de Washington | LNH        | 38  | 9                | 19               | 28               | 10               | 12               | 1  | 7                    | 8                    | 0                    |                      |                      |
| 1990-1991  | Sabres de Buffalo      | LNH        | 18  | 1                | 3                | 4                | 4                | -                | -  | -                    | -                    | -                    |                      |                      |
| 1990-1991  | Islanders de New York  | LNH        | 20  | 3                | 4                | 7                | 4                | -                | -  | -                    | -                    | -                    |                      |                      |
| 1991-1992  | AS Asiago              | Serie A    | 18  | 16               | 21               | 37               | 6                | 11               | 7  | 13                   | 20                   | 15                   |                      |                      |
| 1992-1993  | Lightning de Tampa Bay | LNH        | 78  | 17               | 39               | 56               | 69               | -                | -  | -                    | -                    | -                    |                      |                      |
| 1993-1994  | Lightning de Tampa Bay | LNH        | 66  | 17               | 23               | 40               | 28               | -                | -  | -                    | -                    | -                    |                      |                      |
| 1994-1995  | Lightning de Tampa Bay | LNH        | 46  | 12               | 13               | 25               | 14               | -                | -  | -                    | -                    | -                    |                      |                      |
| 1995-1996  | Lightning de Tampa Bay | LNH        | 63  | 3                | 7                | 10               | 18               | 2                | 0  | 0                    | 0                    | 2                    |                      |                      |
| 1996-1997  | HC Milano              | Serie A    | 30  | 12               | 29               | 41               | 88               | -                | -  | -                    | -                    | -                    |                      |                      |
| 1997-1998  | Kokudo Ice Hockey Club | Japon      | 39  | 27               | 47               | 74               | 53               | -                | -  | -                    | -                    | -                    |                      |                      |
| 1998-1999  | Kokudo Ice Hockey Club | Japon      | 23  | 21               | 20               | 41               | 30               | -                | -  | -                    | -                    | -                    |                      |                      |
| 1999-2000  | Kokudo Ice Hockey Club | Japon      | 24  | 14               | 22               | 36               | -                | 4                | 6  | 3                    | 9                    | 12                   |                      |                      |
| Totaux LNH | Totaux LNH             | Totaux LNH | 656 | 177              | 259              | 436              | 285              | 31               | 10 | 18                   | 28                   | 20                   |                      |                      |

## Trophées et honneurs personnels
- 1983-1984 :
  - nommé dans la première équipe d'étoiles de la LHO.
  - remporte le trophée Red-Tilson du meilleur joueur de la LHO.
- 1991-1992 : nommé dans la première équipe d'étoiles du championnat d'Italie.
- 1997-1998 :
  - nommé dans la première équipe d'étoiles de la Ligue japonaise.
  - nommé meilleur joueur de la Ligue japonaise.
  - champion du Japon avec le Kokudo-Keikaku.
- 1998-1999 : champion du Japon avec le Kokudo Keikaku.